# Parachariesthes marshalli
Parachariesthes marshalli là một loài bọ cánh cứng trong họ Cerambycidae.